# Kościół św. Alfonsa Liguoriego w Rzymie
Kościół św. Alfonsa Liguoriego – kościół w Rzymie przy Via Merulana. Zbudowany przez ojców redemptorystów 1855 roku według projektu Wigleya.
Świątynia ta jest kościołem rektoralnym parafii Santa Maria Maggiore in San Vito oraz kościołem tytularnym, pełni również funkcję kościoła klasztornego dla redemptorystów.

## Lokalizacja
Kościół znajduje się w XV Rione Rzymu – Esquilino przy Via Merulana 26.

## Patron
Patronem świątyni jest św. Alfons Maria Liguori – biskup Sant’Agata de’Goti, założyciel zgromadzenia redemptorystów.

## Historia
W 1853 roku zakupiono XVII-wieczną Villa Caetani z przeznaczeniem dla zakonu redemptorystów. W latach 1855–1858 powstał projekt kościoła autorstwa George Wigleya. Pierwotnie kościół był poświęcony Chrystusowi Odkupicielowi, jednak po gruntownej przebudowie, która zakończyła się w 1900 roku, zmieniono dedykację świątyni na św. Alfonsa Liguoriego. Kolejne renowacje miały miejsce w latach: 1932, 1958, 1964.

## Architektura i sztuka
Kościół zbudowano w stylu neogotyckim. W fasadzie znajduje się rozeta z witrażem autorstwa francuskiego dominikanina Marcellino Leforestier Matka Boża Nieustającej Pomocy. Ten sam autor odpowiada również za witraże w oknach bocznych przedstawiające męczenników. Loggia wejściowa została dodana przed fasadą, wykonano ją z trawertynu, wg projektu redemptorysty ojca Gerarda. W loggii istnieją trzy wejścia, nad środkowym z nich znajduje się marmurowa statua Chrystusa Odkupiciela. Nad głównymi drzwiami znajduje się tympanon z mozaiką Matki Bożej Nieustającej Pomocy, a nad bocznymi drzwiami tympanony zawierają rzeźbione wizerunki świętych w postawie modlitewnej na tle złotej mozaiki – po prawej św. Klemens Maria Hofbauer, a po lewej św. Alfons Ligouri, dzieła Antonio della Bitta. 
Kościół jest trzynawowy z apsydą.
W ołtarzu głównym znajduje się obraz Matki Boskiej Nieustającej Pomocy (de Perpetuo Succursu) przywieziony w końcu XV wieku przez chrześcijan z Krety, którzy schronili się w Rzymie przed Turkami. Pierwotnie obraz umieszczono w kościele św. Mateusza, a po jego zniszczeniu przez armię napoleońską, w kościele Matki Bożej in Posterula. Papież Pius IX przekazał ten obraz oo. Redemptorystom, którzy rozpowszechnili nabożeństwo do Matki Boskiej Nieustającej Pomocy.
W zakrystii kościoła znajduje się płaskorzeźba przedstawiająca Chrystusa Pana w grobie wykonana przez Schuberta.  

## Kardynałowie prezbiterzy
Kościół św. Alfonsa Liguori jest jednym z kościołów tytularnych nadawanych kardynałom-prezbiterom (Titulus Sanctissimi Redemptoris et Sancti Alfonsi in Exquiliis). Tytuł ten został ustanowiony 30 grudnia 1960 roku i przypomina pierwotną dedykację świątyni.
- Joseph Ritter (1961-1967)
- José Clemente Maurer (1967-1990)
- Anthony Bevilacqua (1991-2012)
- Vincent Nichols (2014-nadal)